# KV61
KV61 (Kings’ Valley no. 61) ist ein altägyptisches Grab im Tal der Könige. Es liegt im südwestlichen Teil des Tales und wurde im Januar 1910 von E. Harold Jones für Theodore M. Davis entdeckt. Die Arbeiten am Grab sind unveröffentlicht.
Jones fand das Grab mit Schutt verfüllt und Steinen verschlossen vor, was für ein unberührtes Grab sprach. Die Freilegung dauerte zwei Tage und auch die Hälfte der Kammer war mit Schutt angefüllt. Das kleine Grab ist insgesamt 15,49 m² groß und die einzelne Kammer ist über einen Schacht zu erreichen. KV61 ist unregelmäßig geschnitten, die Wände sind schlecht bearbeitet und nicht verputzt. Es ist unvollendet und weist keine Dekorationen oder Inschriften auf. Trotz gründlicher Räumung und Säuberung wurden im Grab keine Gegenstände gefunden, „nicht einmal eine Tonscherbe“. Die Grabstätte wird als nicht-königliches Grab aus der Zeit des Neuen Reiches gedeutet, ohne es einer speziellen Dynastie zuzuordnen.
Nicholas Reeves zufolge wurde KV61 nach weitgehender Fertigstellung verschlossen, damit kein Sand eindringen konnte. Die Fundumstände sprechen dafür, dass das anonyme Grab nie für eine Bestattung benutzt wurde.

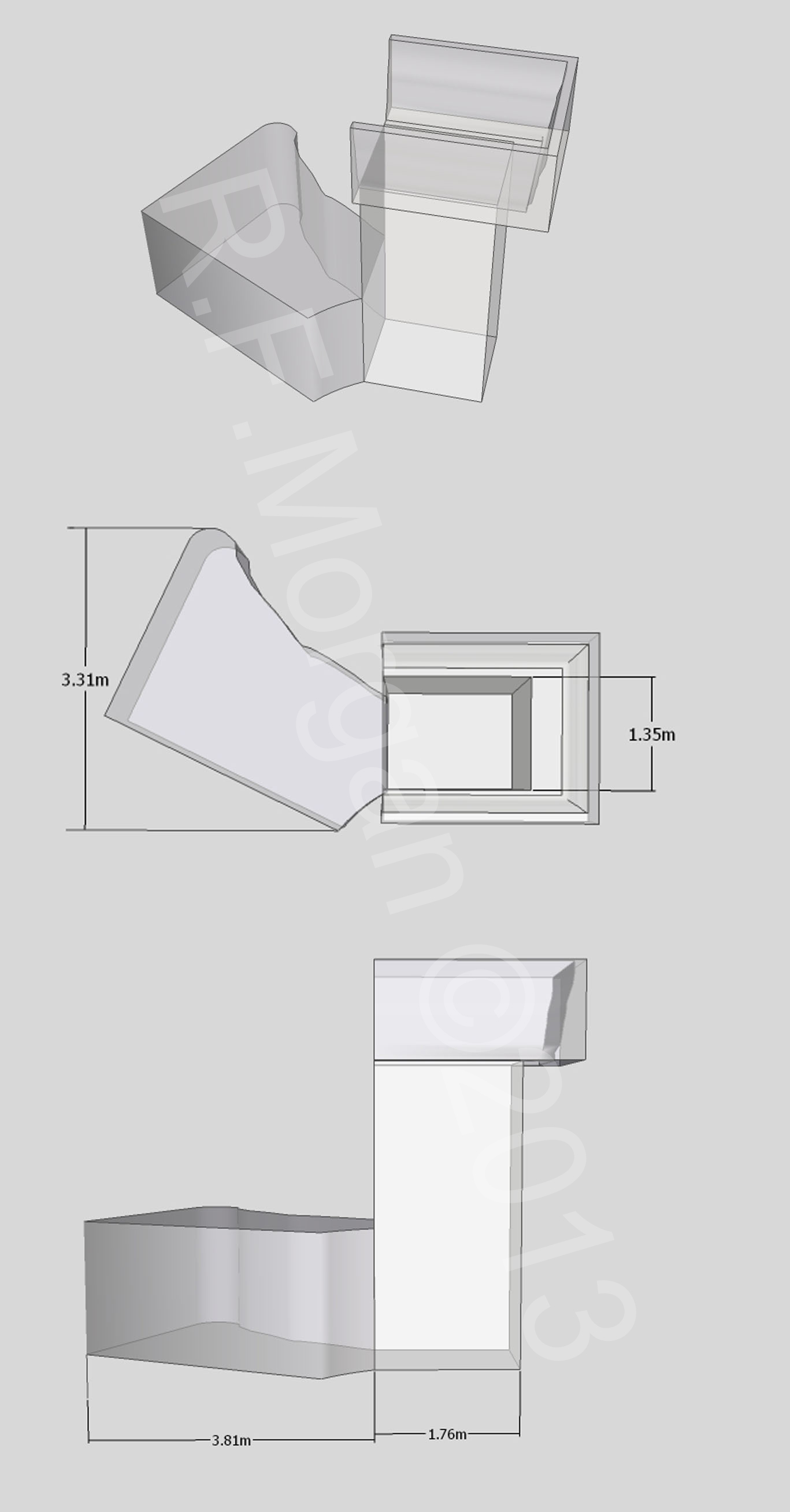
Isometrische Darstellung, Grundriss und Schnittzeichnung des Grabes